# Суд должен продолжаться
«Суд должен продолжаться» — советский немой чёрно-белый фильм 1930 года. Агитпропфильм обличал пережитки патриархальной буржуазной морали и недостатки современной пролетарской морали. В основе сценария фильма — скандальное «чубаровское дело» 1926 года о групповом изнасиловании девушки группой хулиганов.

## Сюжет
Конец 1920-х годов, СССР. Идёт судебный процесс над пятью хулиганами, обвиняемыми в изнасиловании лаборантки электрозавода Елены.
В ходе процесса героиня сталкивается с новым отношением к себе со стороны мужчин.
Муж считает случившееся позором и требует чтобы она ушла с завода ибо его жена должна быть домохозяйкой. Его не волнует её законное право и желание работать.
Шофёр завода запросто предлагает ей: «Поедем ко мне!», а когда она сбегает, кричит ей вслед: «Мещанка!», но не успокоившись разыскивает её в общежитии и говоря «Вы мне нравитесь а я тоже парень ничего себе» начинает беззастенчиво приставать к лежащей на кровати Елене, но она запускает в него стакан.

Крупный план осколков, оставшихся от стакана, который героиня запустила в нагло пристававшего кавалера, здесь символизируют крушение одноимённой теории: в лице шофёра здесь выступает передовая молодёжь того времени, так же легко и незамысловато относящаяся к удовлетворению своих половых «стремлений» и частенько обвинявшая не желавшим «итти ему навстречу» комсомолок в «мещанстве».
Адвокат, который на суде отказался защищать насильников сказав пылкую речь, что «даже их некультурность не может служить им оправданием», склоняет Елену к близости культурно — бесстыдно предлагая деньги, а на её возмущение удивляется, говоря, что «цена нормальная».

Публично выступая за справедливость и уважение к женщине, по факту адвокат оказывается приверженцем старой морали, которая позволяет ему оставаться потребителем продажной любви, для которого женщина является объектом сексуальных утех.
Выйдя от адвоката Елена встречает девушку-проститутку, абсолютно потерянную и несчастную, и понимает, что она далеко не единственная пострадавшая от сексуальной эксплуатации. Елена понимает, что буржуазные пережитки, проявляемые в замаскированном виде, не менее гнусны, чем откровенное хулиганство.
В финале, после суда, приговорившего хулиганов к расстрелу, героиня перед залом обличает поведение своего мужа, шофёра и адвоката и требует продолжения суда над этими нарушителями советской морали которые, как указано в титрах речи героини: «являются опаснейшими вредителями!.. Они губят не станки и машины, а самое ценное для нас — Человека!», при этом требует задержать адвоката — «Чем вы лучше тех пяти, которых вы отказались защищать?» и декларирует, что «Суд должен продолжаться!».

Фильм, который начинается разбором частной истории группового изнасилования, в процессе становится судом над собственником-мужем с предрассудками патриархального наследия, шофёром-приверженцем новомодной теории свободных отношений и адвокатом-потребителем продажной любви с старорежимным отношением к женщине, — преступниками, мешающим женщине стать полноправным членом общества. Судом над атавизмами патриархальной и буржуазной морали и недостатками пролетарской.

## В ролях
- Раиса Есипова — Елена, лаборантка электрозавода
- Сергей Ланговой — муж Елены
- Павел Молчанов — шофёр
- Иван Чувелев — адвокат
- Виктор Кулаков — член молодёжной коммуны
- Галина Инютина — член молодёжной коммуны
- Семён Антонов — лаборант

## Съёмки
Фильм снимался в Ленинграде, где и находилась в то время студия «Белгоскино».

## Критика
Фильм вызвал волну дискуссий на зрительских конференциях в рабочих клубах, что выделяло его из общей массы агитпропфильмов, которые, как правило, оставляли зрителей равнодушными:

Пережитком прошлого представало в публицистическом фильме «Суд должен продолжаться» циничное, обывательское отношение мужчины к женщине как к существу второго сорта. Острая по постановке проблемы, бескомпромиссная в выводах, эта картина имела значительный общественный резонанс, вызвала широкие дискуссии, особенно в рабочей среде.
В резолюции собрания журналистов московских заводских газет, на котором состоялось обсуждение фильма, отмечалось:
«Молодая Советская Беларусь за десятилетие своего существования достигла значительных успехов не только в своём хозяйственном и политическом строительстве, но и в хорошей кинопродукции. В частности, картина „Суд должен продолжаться“ является политически заострённым произведением. Фильм разоблачает пережитки крепостнического отношения к женщине—проклятое наследие бытовых и буржуазных отношений буржуазного общества. Принимая во внимание важную роль, которую играет женщина в нашем строительстве, и особенно задачи вовлечения новых миллионов женщин в кадры строительства на третьем году пятилетки, картина „Суд должен продолжаться“ приобретает сугубо своевременное значение.»
— киновед и кинокритик А.В. Красинский

Просмотрев картину «Суд должен продолжаться» заседание пленума считает:
 1. Картина «Суд должен продолжаться», ставя один из самых острых вопросов нашего быта об отношении к женщине в рабочей среде, является актуальной, своевременной и нужной рабочему зрителю. Картина необходима как один из способов заострения внимания советской общественности на вопросах перестройки нашего быта.
 2. Картина проста и понятна для рабочего зрителя и вместе с тем сделана ярко и выразительно и является сильным художественным произведением.
 3.Ряд недостатков: недостаточный показ заводской общественности и коммуны, не совсем ясно сделан конец и некоторая затянутость сцен дождя и ночных проходов.— из резолюции Пленума Сестрорецкого городского Совета, 30 сентября 1930
Однако, современная фильму пресса довольно сдержанно отметила появление фильма:

Основной недостаток фильма — ставка на показ глубоких переживаний героев, что порождает тенденцию к отходу от активной борьбы за социалистическое переустройство. Режиссёр Е. Дзиган в своей картине проявил тягу к субъективному психологизму вещи и природы для передачи глубоко субъективных переживаний героев. Это увлечение субъективным психологизмом привело режиссёра к импрессионистской манере в трактовке ряда кадров (проход героини по городу, дождь, панорама во время движения и т. д.).— Газета «Звязда» за 16 апреля 1931 года
По прошествии полувека фильм получил оценку не только как агитфильм, но и как художественное произведение:

По художественному уровню среди агитпропфильмов значительно выделялся фильм «Суд должен продолжаться» (реж. Е. Дзиган), в котором была сделана серьёзная попытка отойти от прямолинейных лозунгов, голой схемы и через своеобразные характеры основных персонажей, наделённых индивидуальными чертами, поставить актуальные вопросы морали. В центре фильма — история работницы, которая подверглась надругательству со стороны группы хулиганов. Судебный процесс над ними стал для авторов поводом для обличения пережитков прошлого в сознании людей, для утверждения новых взглядов на семью, любовь, на отношение к женщине.

Оценивая «Суд должен продолжаться» мерками агитпропфильма, критика не сумела увидеть в нём ростки подлинно реалистического искусства, стремление его создателей решать поставленную проблему не приёмами плаката, а средствами киноискусства. Поэтому критике подверглись те особенности фильма, в которых как раз и выражалось своеобразие этого фильма, позволившее ему занять прочное место в истории белорусского кино. Появление таких фильмов, как «Суд должен продолжаться», свидетельствовало о том, что как зрителей, так и самих мастеров кино всё меньше удовлетворяли элементарные агитки, плакатные примитивы, упрощённые схемы, время требовало изображения жизни во всей её сложности и глубине, показа процесса формирования характера нового человека социалистической эпохи.— киновед В.И. Смаль, 1980 год<
При этом, если газеты 30-х годов критиковали фильм за излишний психологизм, а общественность хвалила за доходчивость агитации, то в XXI веке киновед Ирина Гращенкова наоборот, отметила слабую разработку психологии персонажей и непонятность для зрителя смысла происходящего на экране:

В 1930-м режиссёр Ефим Дзиган поставил фильм «Суд должен продолжаться». Сценарий назывался «Парад добротетели» и разоблачал «разложенцев», «скрытых чубаровцев», маскирующихся подсознательных советских граждан. .. Режиссёр Дзиган намеренно отказался от показа быта, от раскрытия психологии персонажей, от эмоциональных красок. Увлечённый эйзенштейновской идеей «интеллектуального кино», оперирующего образами-понятиями, адресующегося к сознанию зрителя, он попытался по его прописям сделать свой фильм. А получилось так, что прежде всего зритель должен был напрягать зрение, чтобы успевать читать бесконечные надписи на экране, в словесный ряд газетной передовицы переводящие смысл происходящего. Сцены многолюдных митингов, заседаний, снятые на средних и дальних планах, многоголовые и безликие, усиливали впечатление «бесчеловечности», холодности фильма.— Ирина Гращенкова - Киноантропология XX/20, 2014 год